# Lagenipora lepralioides
Lagenipora lepralioides is een mosdiertjessoort uit de familie van de Celleporidae. De wetenschappelijke naam van de soort is, als Celleporella lepralioides, voor het eerst geldig gepubliceerd in 1868 door Norman.